# 2MASS J02424355+1607392
2MASS J02424355+1607392 ist ein Brauner Zwerg im Sternbild Widder. Er wurde 1999 von J. Davy Kirkpatrick et al. entdeckt und gehört der Spektralklasse L1,5 an.